# Archivio storico capitolino
L'Archivio storico capitolino  (Archives historiques du Capitole, acronyme ASC ) sont des archives historiques municipales qui rassemblent la documentation produite par la municipalité de Rome. Administrativement, il s'agit d'une unité organisationnelle de la Surintendance du Capitole pour les biens culturels. Ses locaux sont basés dans l'Oratorio dei Filippini (Oratoire des Philippins), construit par l'architecte Francesco Borromini.

## Histoire
Ce service d'archives municipales a été conçu au lendemain de la prise de Rome en 1870. Entre 1874 et 1898, le conseil municipal de la nouvelle capitale du Royaume d'Italie réunit les différentes archives papales anciennes, pour les fusionner en une seule. Sont ainsi rassemblées : 
- l'Archivio notarile urbano (archives notariales urbaines, comprenant des documents datant de 1348 à 1871),
- l'Archivio della Camera capitolina (Chambre du Capitole, de 1515 à 1847)
- l'Archivio del comune pontifico (les archives de la municipalité papale, de 1847 à 1870, constituées des actes de la municipalité réformée par Pie IX)

Par la suite auxquelles furent ajoutés tous les actes de la municipalité post-unification.
En 1922, le siège des archives fut transféré à l'Oratoire des Philippins. L'actuelle salle de lecture occupe une pièce ornée d'une cheminée dessinée par Francesco Borromini.  

## Fonds conservés
Les archives notariales comprennent des actes originaux à partir de 1348 et, à la demande d'Urbain VIII, des copies de tous les actes stipulés à Rome à partir de 1625.
Outre les collections de archives administratives, les Archives comprennent également :
- la Biblioteca Romana[1] (Bibliothèque romaine) : une collection qui comprend aujourd'hui environ 150 000 volumes relatifs à Rome, son histoire, son économie. L'un de ses noyaux est la Biblioteca del Popolo romano, fondée en 1523, et agrégée aux Archives du Capitole en 1879. Ce fonds ancien comprend environ 600 manuscrits du XVIe siècle, une collection de cartes topographiques de Rome et des portefeuilles de gravures et de dessins.
- l'Emeroteca romana[2], la Bibliothèque des Journaux Romains, créée en 1970.  Cette bibliothèque contient environ 2000 titres de périodiques et 278 recueils de quotidiens publiés à Rome, la plupart datant d'après  l'Unification. Le fonds comprend également une collection de journaux de la municipalité papale, de 1815 à 1851.
- des archives familiales achetées (comme celles de la famille Orsini, acquises en 1904) ou reçues en dons. Les archives Orsini sont constituées de plus de 4 200 registres et dossiers qui rassemblent des milliers de documents parcheminés[3].
- le Livre d'or de la noblesse romaine, établi par Benoît XIV en 1746 et recompilé entre 1839 et 1847, l'original, déposé au Capitole, ayant été brûlé pendant la république jacobine de 1798-99.

## Accès au public et diffusion des fonds
Les Archives historiques du Capitole sont ouvertes au public du lundi au vendredi, de 9h à 16h.
Il existe un catalogue en ligne intégré au hub SBN de la municipalité de Rome.
Certaines ressources ont été numérisées (Parchemins Orsini, Archives photographiques, Livre d'or de la noblesse romaine, etc.)

## Galerie d'images

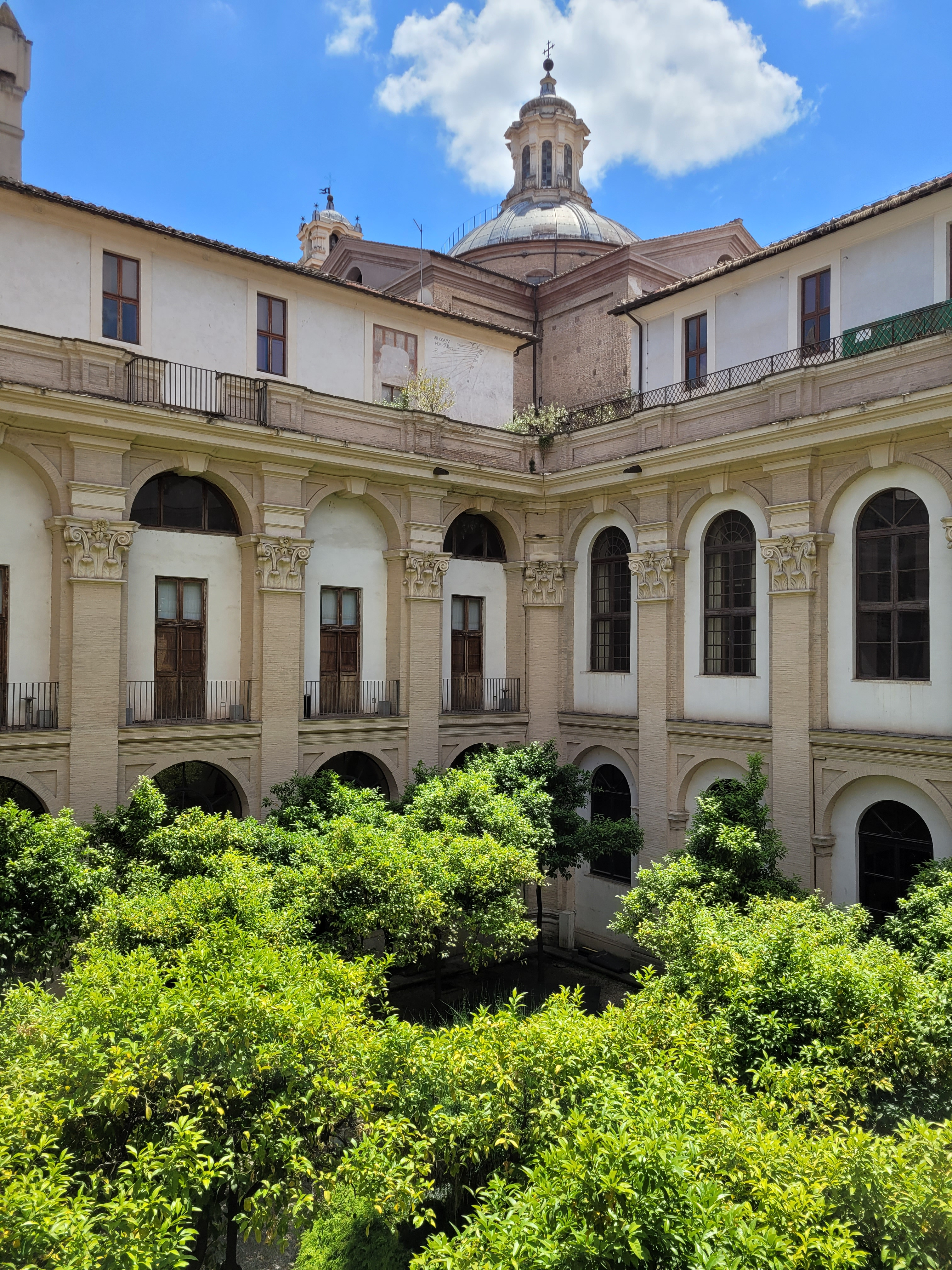
Le cloître
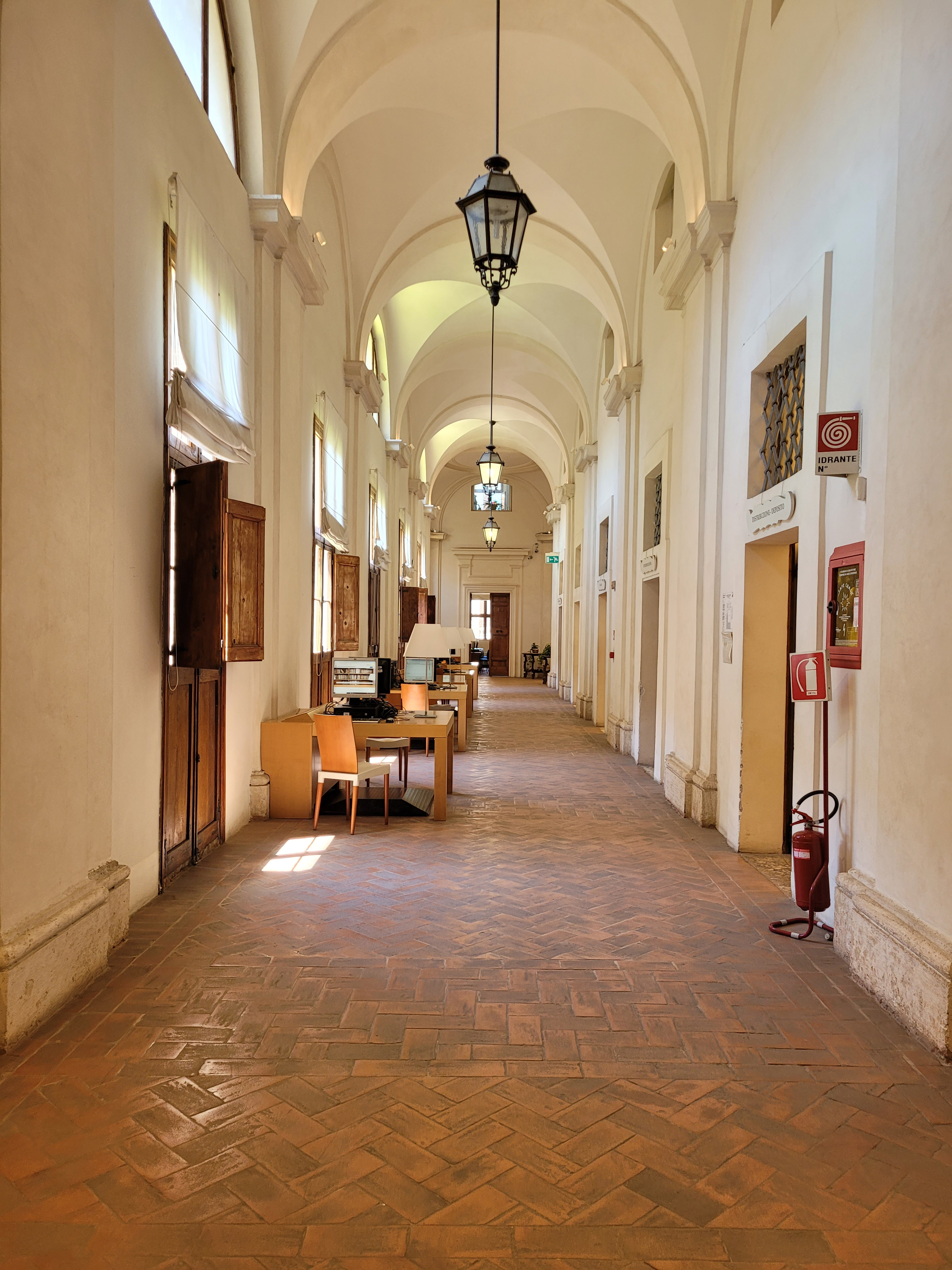
Couloir entourant le cloître, au premier étage
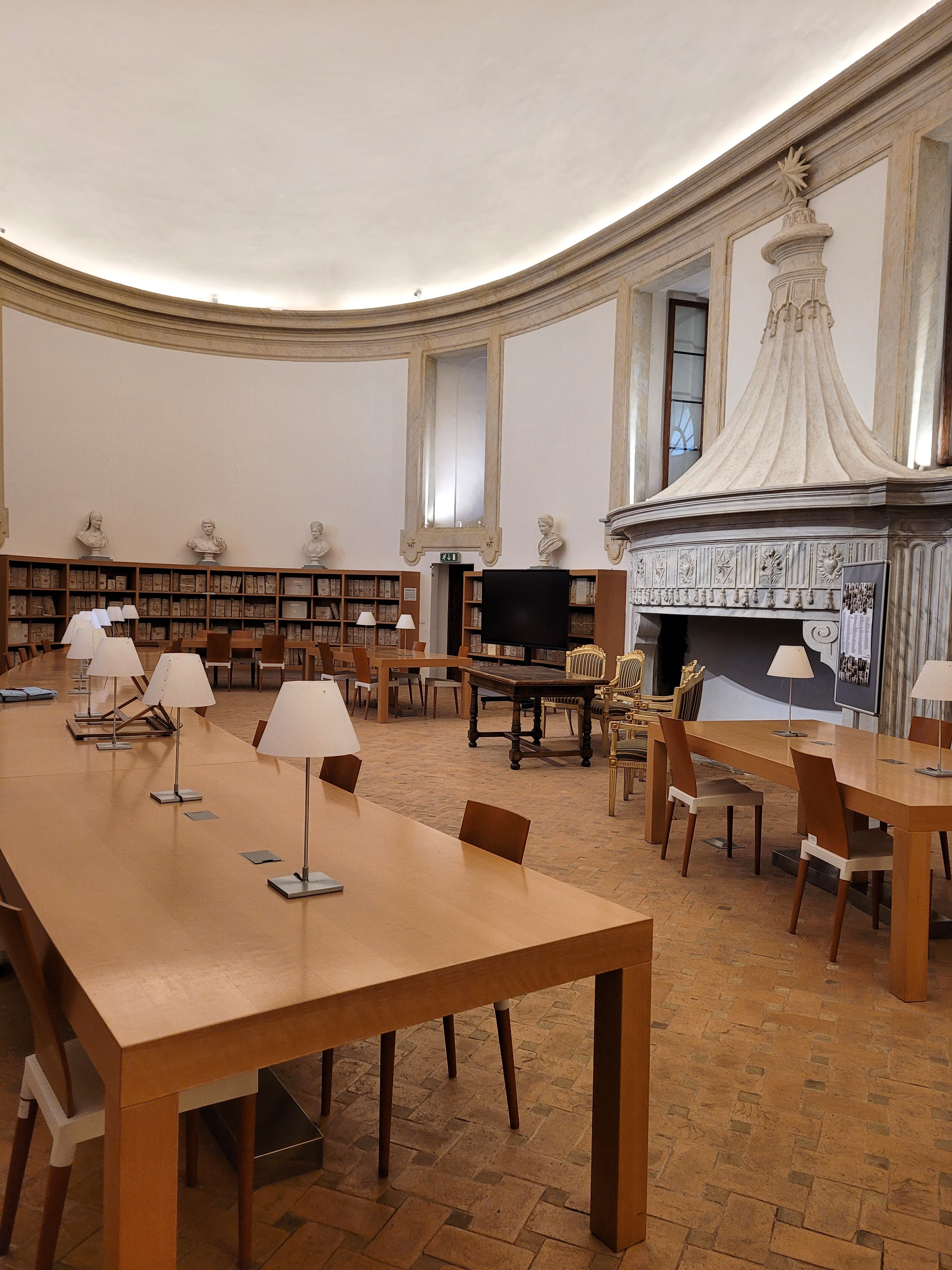
Salle de lecture des archives
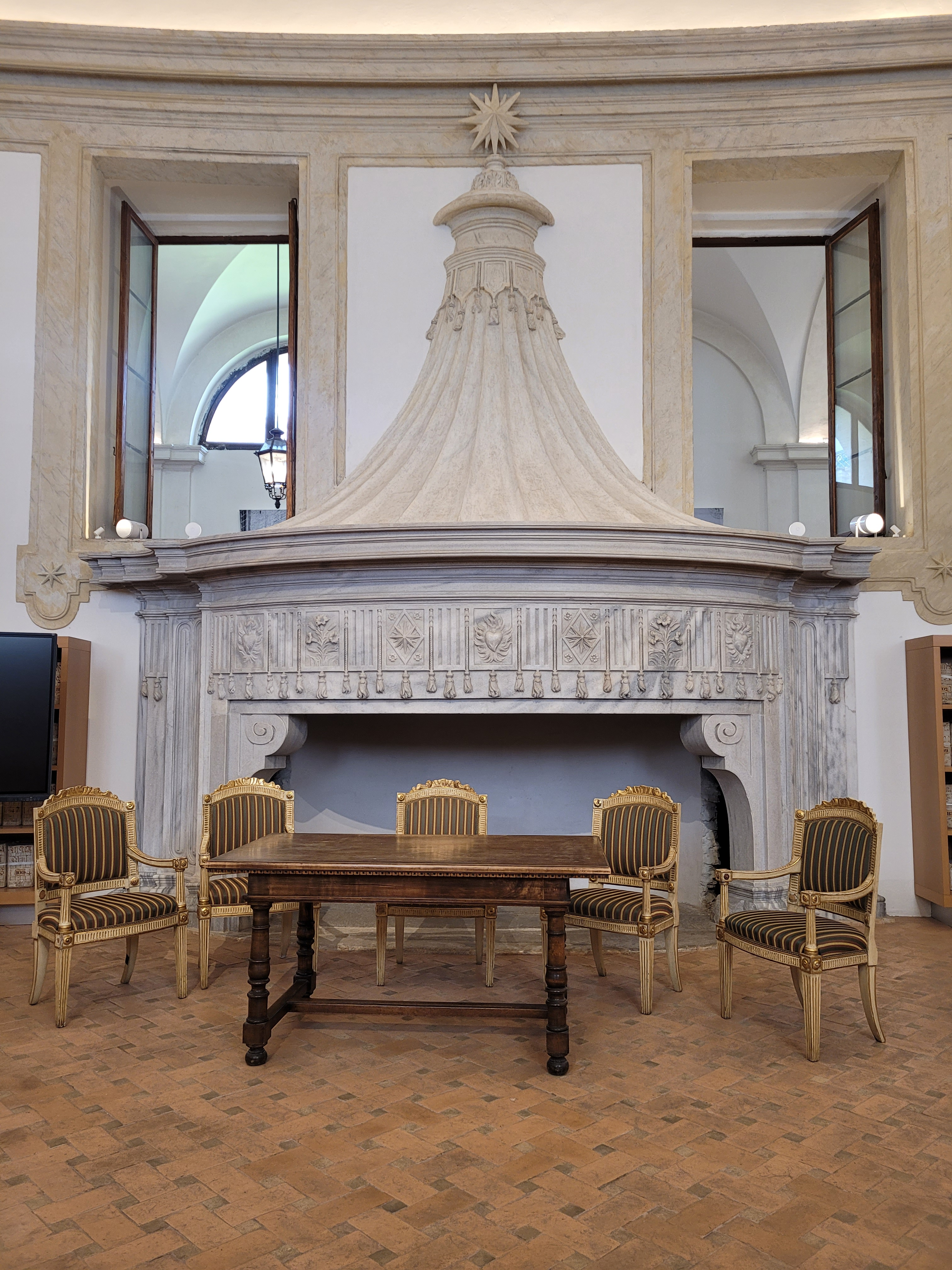
Cheminée de Borromini
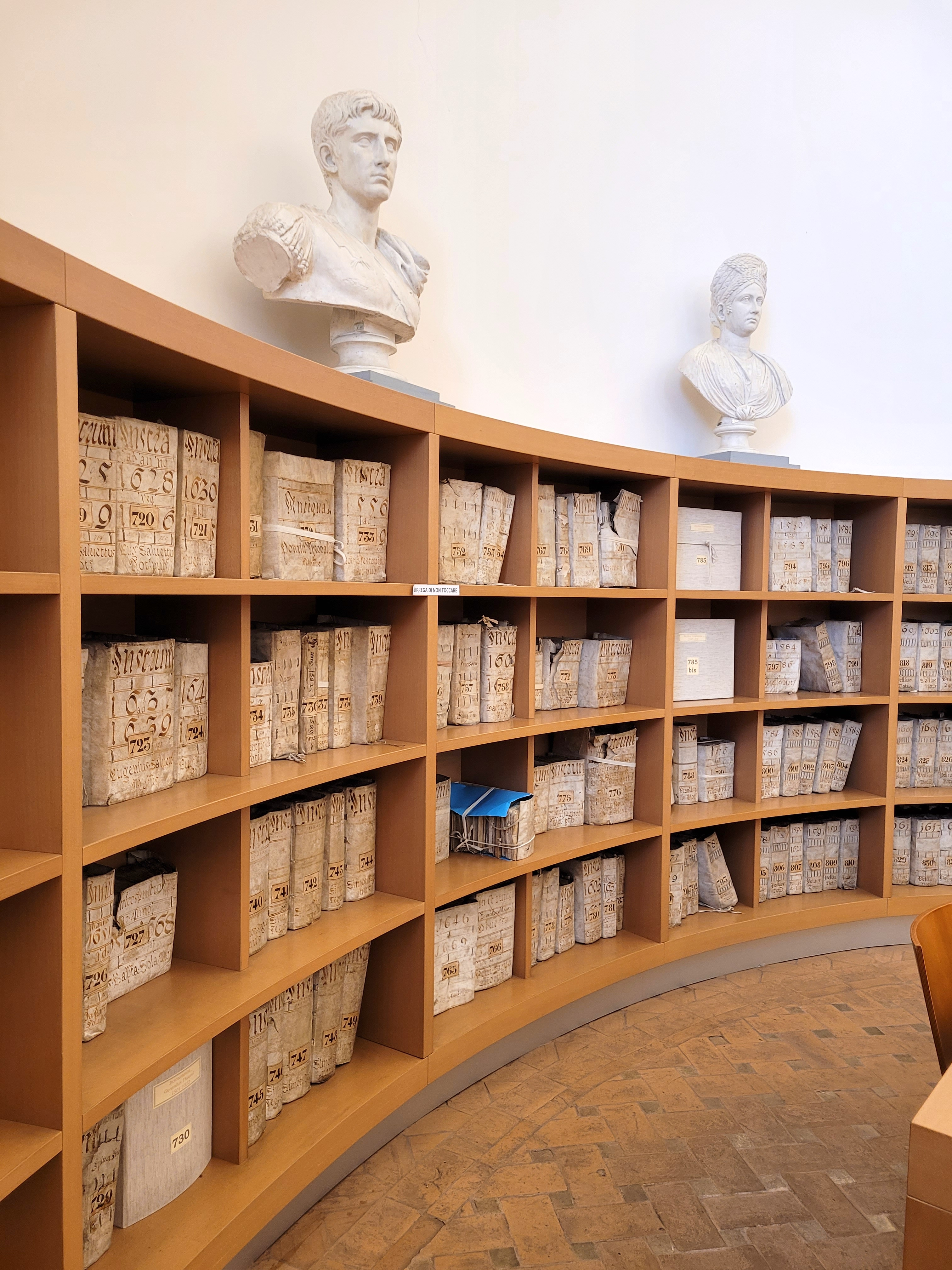
Les instruments de recherche anciens
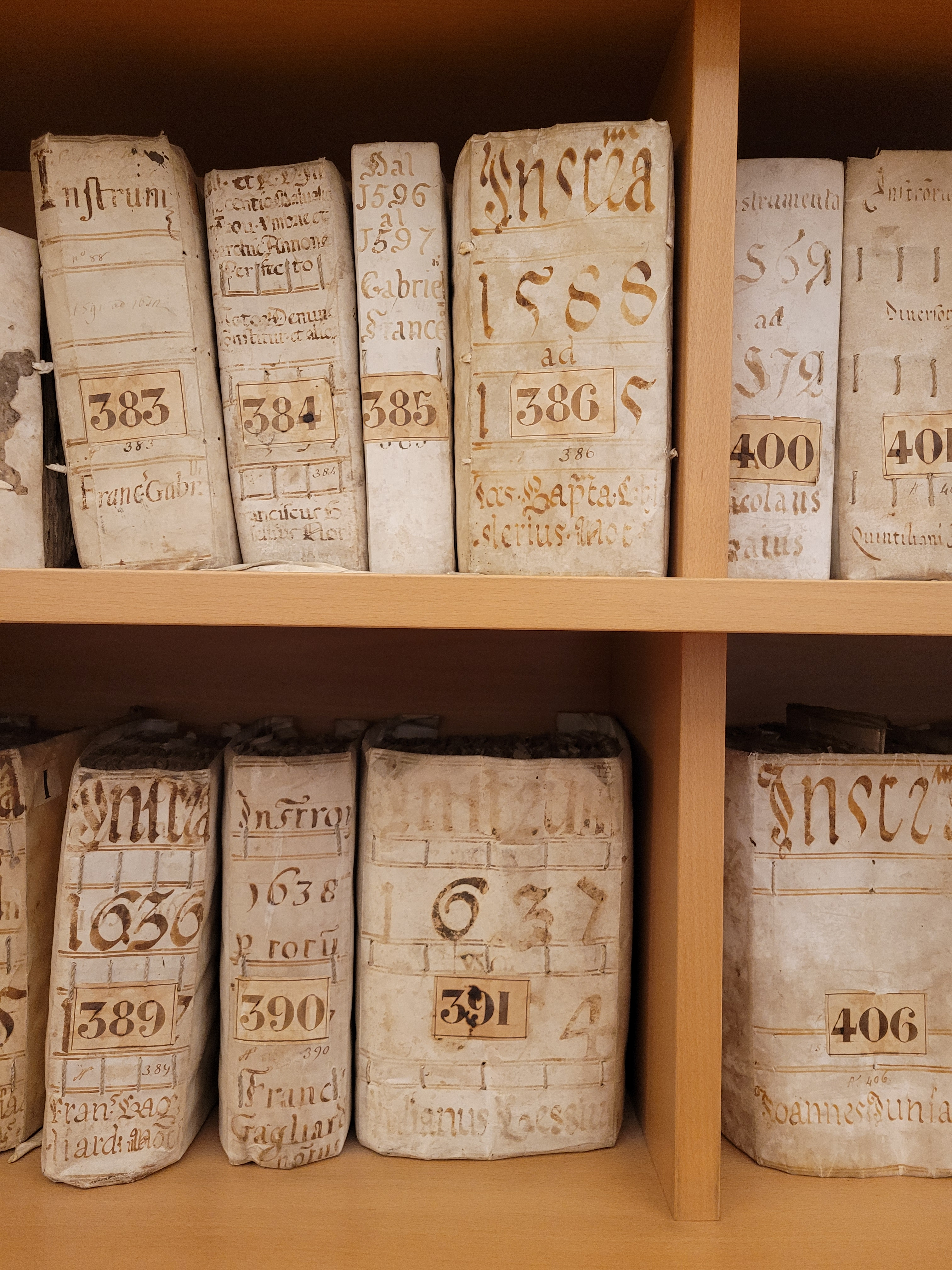
Les instruments de recherche anciens